# Philodendron goeldii
Philodendron goeldii là một loài thực vật có hoa trong họ Ráy (Araceae). Loài này được G.M.Barroso miêu tả khoa học đầu tiên năm 1957.

## Hình ảnh

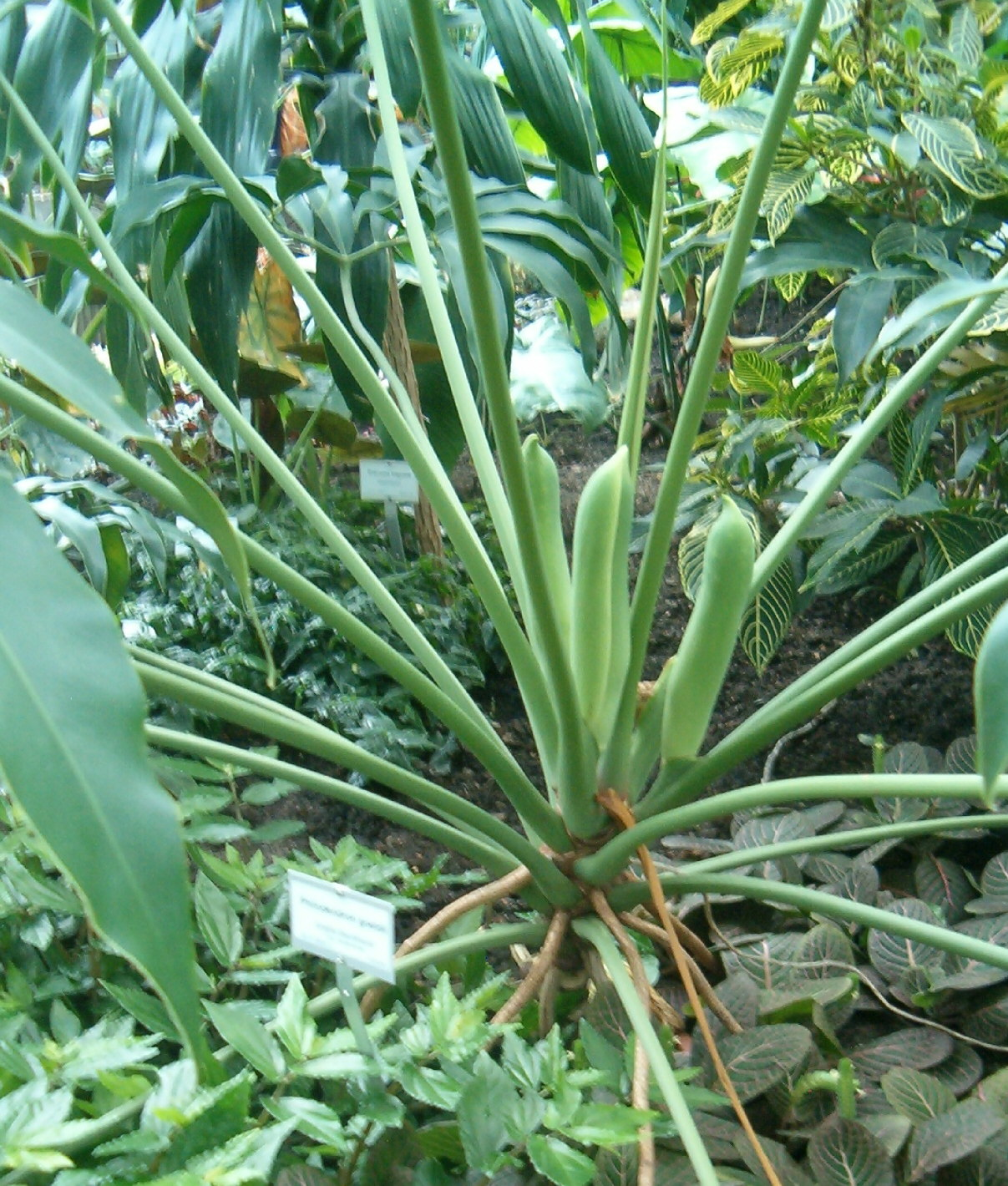
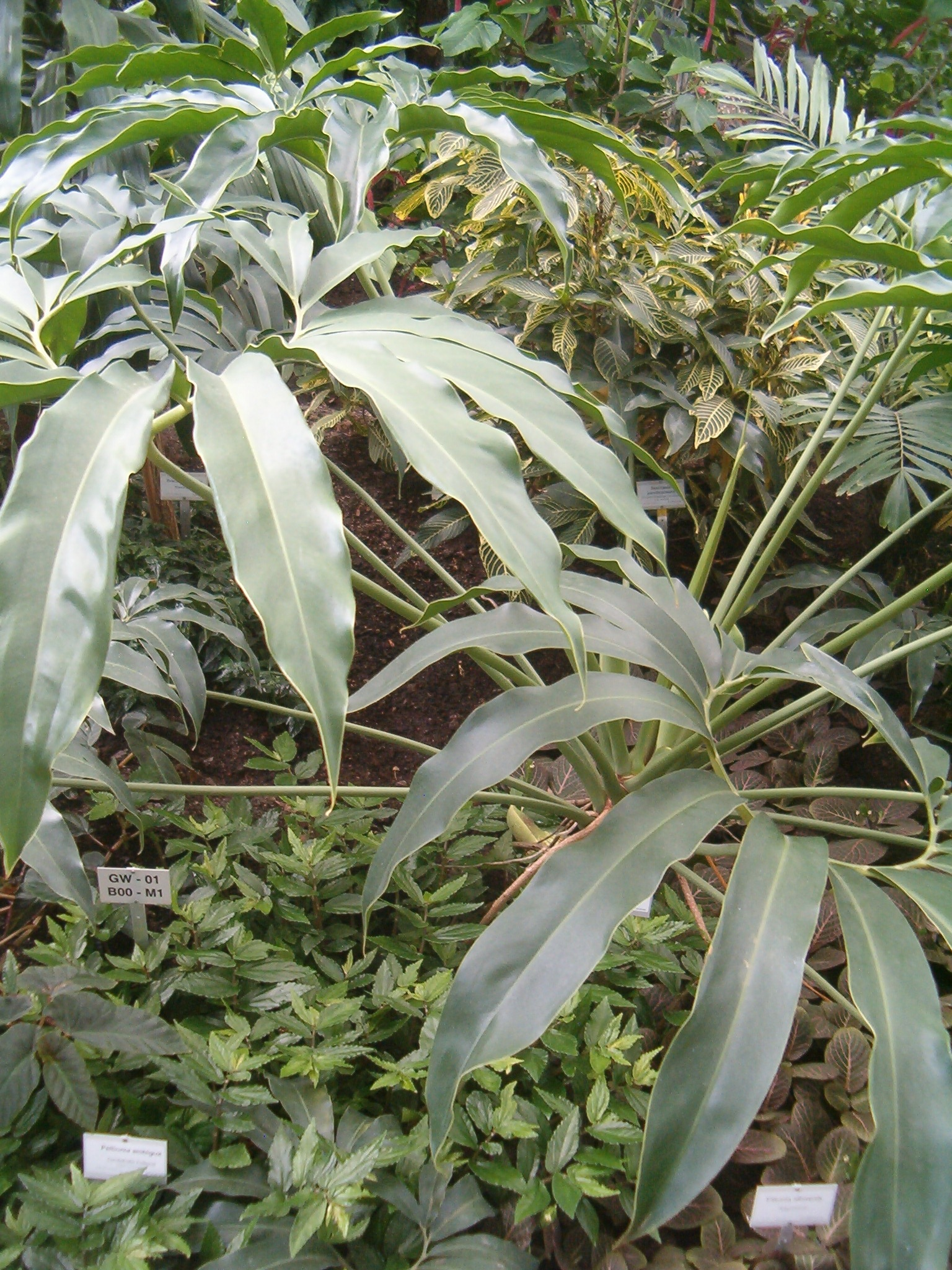